# Acesia
Acesia o Acestio (fl. III secolo a.C.) è stato uno scrittore greco antico.
L'unica notizia che abbiamo di lui è che fu autore di un Manuale di cucina citato da Ateneo. Anche il secolo in cui è vissuto non è noto. 
Potrebbe coincidere con il medico con lo stesso nome che è citato da Plutarco, dalla Suda e da altri autori. In questo caso si può congetturare che sia vissuto nel III secolo a.C.